# 160 км (блокпост)
160 кіломе́тр — залізничний блокпост Луганської дирекції Донецької залізниці.
Розташований на південній околиці міста Хрустальний, Краснолуцька міська рада, Луганської області, поруч селище Садовий, обслуговує шахту шахту «Новопавлівську». Є тупиковою, розташована на лінії 160 км — Красний Луч, найближча станція Красний Луч (8 км).
Через військову агресію Росії на сході України транспортне сполучення припинене.